# Oswaldo Lescano Peralta
Oswaldo Lescano Peralta (Lima, 3 de enero de 1936 - Ibídem, 10 de diciembre del 2022) fue un agricultor y político peruano. Fue senador de la república durante el disuelto periodo 1990-1992.

## Biografía
Oswaldo Lescano Peralta nació en la ciudad de Lima, el 3 de enero de 1936.
Fue agricultor y miembro investigador del Servicio Nacional de Sanidad Agraria del Perú (SENASA). Se desempeñó también como ejecutivo de empresas.
En 1989, se afilió al movimiento Cambio 90, partido político liderado por Alberto Fujimori con el que luego participaría en las elecciones generales del año 1990 como candidato a la presidencia de la república. Lescano también participó como candidato al Senado del Congreso de la República y fue elegido con 7,455 para el periodo parlamentario 1990-1995.
El 26 de julio de 1990, Oswaldo Lescano fue elegido con 44 votos como segundo secretario de la Mesa Directiva presidida por Máximo San Román para el periodo 1990-1991.
Fue también miembro de la Comisión de Salud de 1991 a 1992, sin embargo el 5 de abril de 1992, su cargo fue disuelto por el autogolpe de estado decretado por el presidente Alberto Fujimori y desde entonces Lescano se volvió opositor al gobierno fujimorista. 
Participó luego sin éxito como candidato a congresista por el Movimiento Independiente Agrario en 1995 y en el año 2000 como miembro del partido Unión por el Perú. Desde el año 2005 hasta el año 2017 militó en Perú Posible, partido político del expresidente Alejandro Toledo.

## Fallecimiento
El 10 de diciembre del 2022, Oswaldo Lescano Peralta falleció a los 86 años en la ciudad de Lima. La noticia fue anunciada por el Congreso de la República quienes enviaron las condolencias respectivas.